# Spirou y Fantasio
Spirou y Fantasio (en francés, Spirou et Fantasio) es una serie europea de historietas de aventuras, creada por Rob-Vel y publicada desde 1938 en la revista belga Spirou. La colección principal está formada por 56 álbumes, el primero de los cuales se publicó en 1951, y continúa editándose bajo distintos autores que han ampliado el universo de la obra con sus aportaciones.
Los protagonistas de la serie son Spirou y Fantasio, dos jóvenes reporteros que viajan por el mundo en busca de aventuras y son acompañados por la ardilla Spip. Mientras Spirou es un joven pelirrojo de firmes convicciones que al principio era botones de hotel y suele vestir un distintivo traje rojo con gorra, Fantasio es un periodista de carácter impulsivo que funciona como contrapunto. En torno a ellos han surgido numerosos personajes secundarios que han inspirado secuelas y obras independientes, entre los que cabe destacar a Marsupilami, El pequeño Spirou, Zorglub y el conde de Champignac.
Considerada una de las series más influyentes de la historieta franco-belga, se diferencia de otras obras en que los derechos no pertenecen a un autor en concreto sino a la editorial Dupuis, por lo que ha continuado con otros autores que trabajan bajo sus directrices. El dibujante belga André Franquin, responsable desde 1946 hasta 1969, fue quien asentó el formato de historias serializadas y un estilo gráfico y narrativo, conocido como «escuela de Marcinelle», que se diferenciaba de la línea clara por un dibujo más humorístico, dinámico y con claroscuros. El universo ha sido ampliado por otros creadores como Jean-Claude Fournier y la pareja formada por Tome y Janry, quienes apostaron por historias basadas en escenarios reales y problemáticas sociales.
En 2006, Dupuis empezó a publicar una colección independiente de la obra principal, Una aventura de Spirou y Fantasio por.., en la que autores invitados reinterpretan el universo de la saga con libertad creativa y estilos de dibujo alternativos. La franquicia ha sido adaptada a otros formatos como películas, series de animación, audiolibros y videojuegos.

## Historia

### Spirou y Fantasio

#### Orígenes de Spirou (1938-1946)

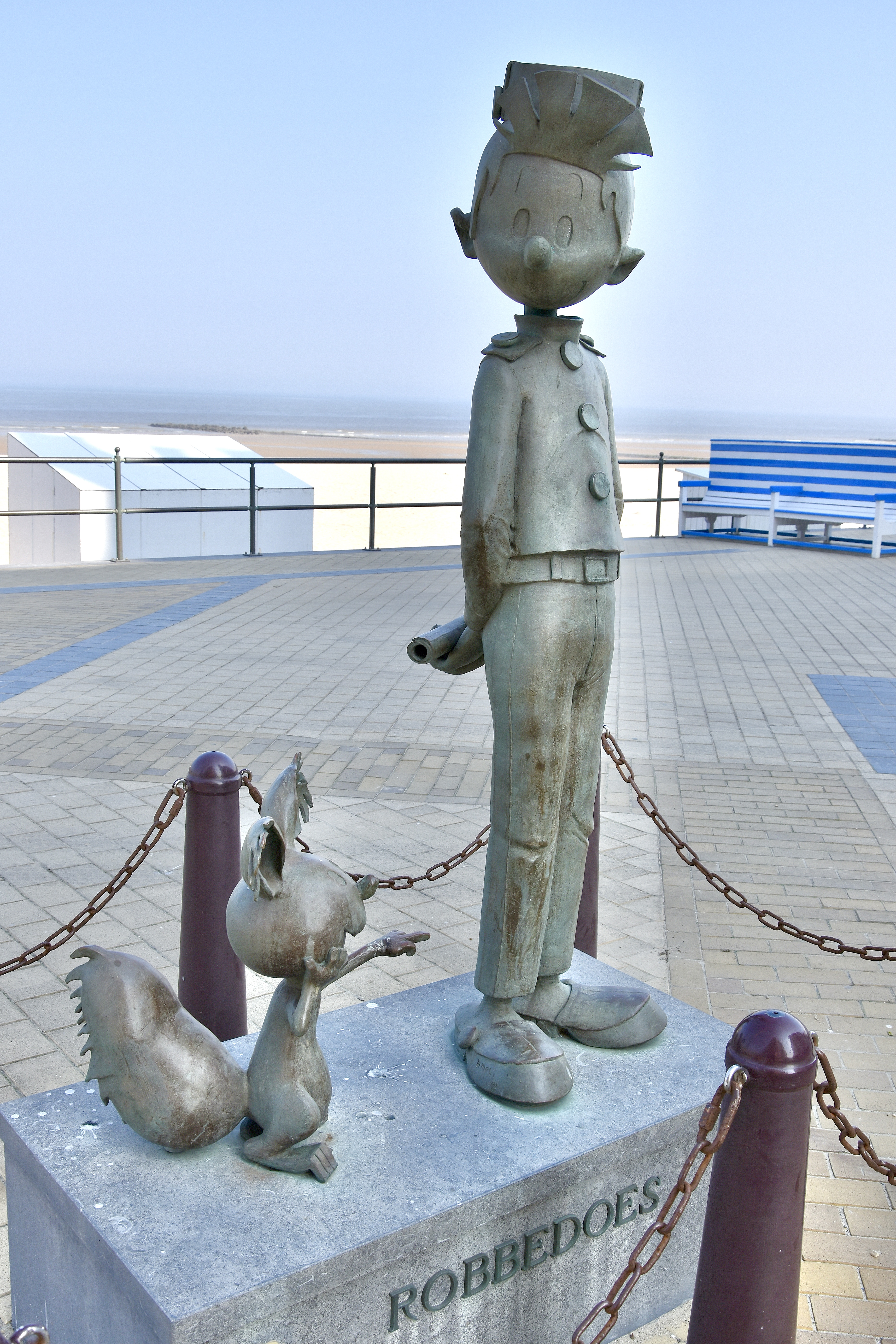
Escultura de Spip y Spirou en Middelkerke, con el traje de botones tradicional. La leyenda Robbedoes es el nombre de la serie en neerlandés.

El personaje de Spirou fue creado por Robert Velter —alias Rob-Vel— con motivo del lanzamiento de la revista de historietas Le Journal de Spirou, cuyo primer número salió a la venta el 21 de abril de 1938. El editor belga Jean Dupuis quería crear una revista infantil francófona que compitiese con la historieta estadounidense, en particular con Le Journal de Mickey. Los dos hijos del editor, Charles y Paul Dupuis, sugirieron contratar al francés Rob-Vel para que diseñase un nuevo personaje como símbolo de la revista, que tuviese la misma edad que los lectores a los que iba dirigida. En el proceso contó con la ayuda de su esposa Blanche Dumoulin —Davine— y del artista Luc Lafnet.
En sus orígenes, Spirou era un botones pelirrojo que trabajaba en el hotel Moustic e iba ataviado con un característico uniforme rojo. El nombre elegido significa «ardilla» en valón y también se utilizaba como frase hecha para referirse a un muchacho espabilado o travieso. En junio de 1939 el autor introdujo a su fiel mascota Spip, una ardilla muda pero cuyos pensamientos mordaces aparecen verbalizados en los globos de diálogo. Aunque las primeras peripecias de Spirou eran obras autoconclusivas relacionadas con su trabajo en el hotel, con el paso del tiempo se desarrollaron historias más complejas en otros escenarios.
En septiembre de 1939, Rob-Vel fue movilizado por el ejército francés para combatir en la Segunda Guerra Mundial. Las comunicaciones entre el autor y la editorial se complicaron mucho durante el conflicto: al principio mandaba guiones desde el frente que eran dibujados por Lafnet o Davine, pero en 1940 fue capturado por el ejército alemán y tuvo que ser asumida por otro autor cercano a la editorial, Joseph Gillain —alias Jijé—, hasta que Rob-Vel fue liberado en marzo de 1941 y pudo retomarla. En 1943, luego de que las comunicaciones entre Francia y la Bélgica ocupada quedasen suspendidas, Rob-Vel vendió los derechos de Spirou a la editorial Dupuis para que no se viera interrumpida, algo que décadas después les ha permitido continuarla con distintos autores. De este modo, Rob-Vel dejó la serie para no volver y los editores se la confiaron de forma permanente a Jijé.
En la etapa de Jijé se mantuvo la estructura de historias breves, aunque cada vez más centradas en las aventuras. En 1944, para contrarrestar el lado más amable del protagonista, el dibujante introdujo al personaje de Fantasio, convertido tiempo después en el mejor amigo de Spirou. Fantasio había sido ideado por Jean Doisy, editor jefe de la revista, y se trata de un periodista rubio que viste trajes llamativos y tiene una personalidad muy impulsiva. Jijé siguió al frente de la serie hasta 1946 y propuso como sucesor a uno de sus ayudantes, André Franquin.

#### El Spirou de Franquin (1946-1969)

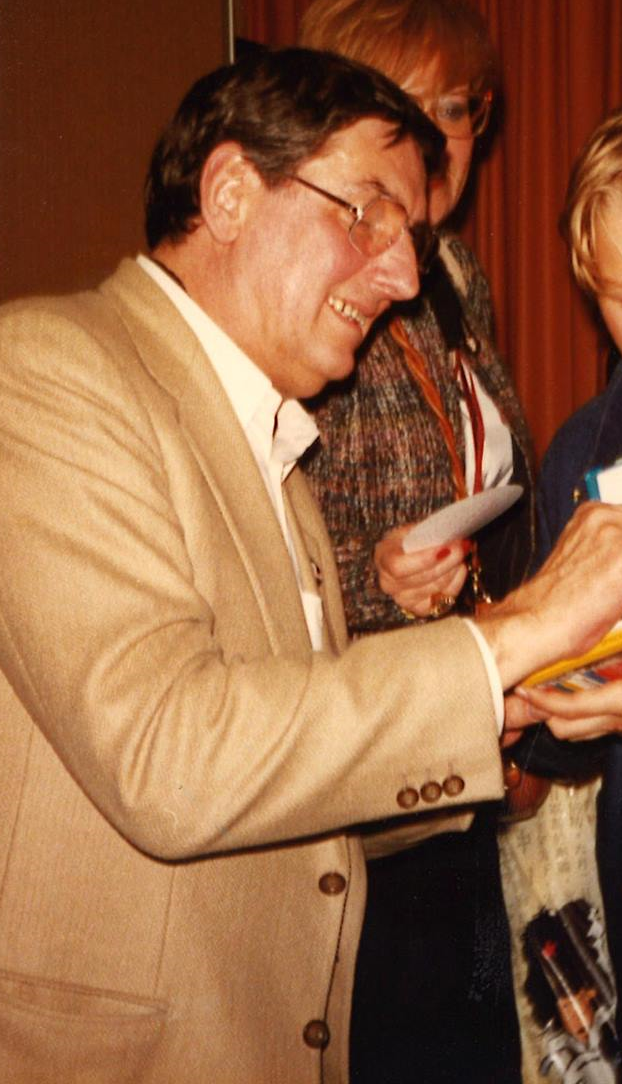
André Franquin en 1983.

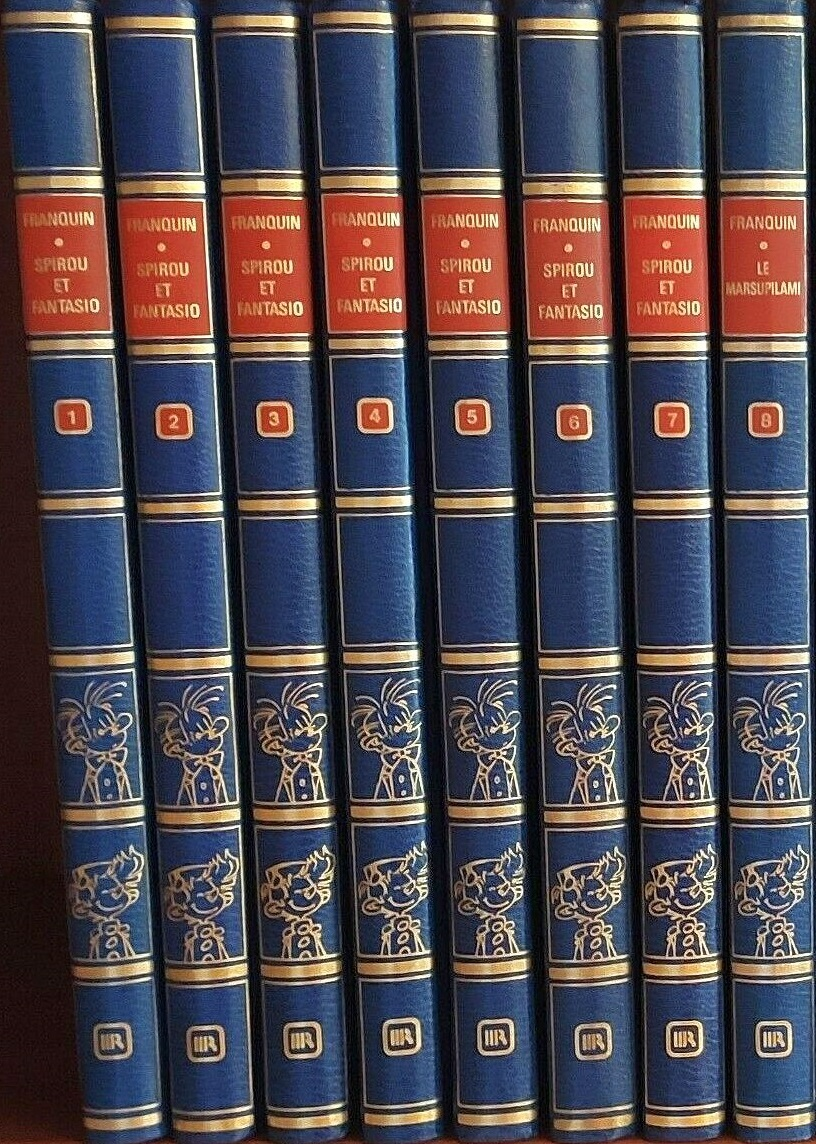
Edición integral de la etapa Franquin, encuadernada por Rombaldi.

André Franquin está considerado el autor que sentó las bases de Spirou y Fantasio, tanto en el formato de aventuras largas con gags como en un dibujo más humorístico y dinámico. Este estilo ha sido calificado como «escuela de Marcinelle» en contraposición a la línea clara. A finales de los años 1940 Franquin ya había sacado varias piezas cortas, recopiladas en Cuatro aventuras de Spirou y Fantasio, pero ese mismo año comenzó la primera historia serializada, Hay un brujo en Champiñac, que se publicó semanalmente en la revista Spirou de octubre de 1950 a mayo de 1951 y posteriormente fue recopilada en un álbum. Para dotar a la serie de continuidad, Franquin introdujo en obras posteriores un vasto universo de personajes secundarios como el inventor Conde de Champiñac, el malvado Zantafio —primo de Fantasio— y la periodista Seccotine, uno de los primeros personajes femeninos de la historieta franco-belga.
La publicación de Spirou y los herederos en 1952 deparó el debut de Marsupilami y un final abierto que continuaría en la siguiente historia, Los ladrones del marsupilami. El marsupilami es un animal ficticio, parecido a un mono marsupial amarillo y con una larga cola prensil, que se convertiría en personaje inseparable de Spirou y Fantasio durante toda la etapa del dibujante belga. Franquin llegó incluso a darle un rol protagonista en El nido de los marsupilamis (1957), que muestra al animal en su hábitat natural, la selva del ficticio país sudamericano de Palombia.
A finales de los años 1950, Franquin había comenzado a publicar su nueva serie Gastón el Gafe (Gaston Lagaffe), así que desde El pánico llegó por teléfono contó con la ayuda de Greg en el guion y Jidéhem en los fondos. Las obras de esa etapa mantuvieron el estilo humorístico de los inicios, pero estaban ambientadas en marcos geográficos más realistas. Fruto de la colaboración con Greg surgió el antagonista de Spirou, el científico loco Zorglub, que protagonizaría las obras Z como Zorglub y El retorno de Z en 1960. No obstante, el ritmo de Franquin se vio frenado a comienzos de los años 1960 por el exceso de trabajo y una depresión nerviosa. En 1961 inició una de las series más aclamadas por la crítica, QRN en Bretzelburg, con un argumento que satiriza la carrera armamentista y los regímenes totalitarios. La serialización se vio interrumpida durante quince meses por el agotamiento de Franquin, y no pudo concluirla hasta diciembre de 1963. Esa fue la última obra de Franquin con Greg porque su colega había sido nombrado redactor jefe de la revista Tintín.
Con el paso del tiempo, Franquin no quiso dibujar más Spirou y Fantasio porque no se sentía cómodo con una serie de la que no era el autor original, y centró todos sus esfuerzos en Gastón. Después de haber finalizado Un bebé en Champiñac y Bravo los Brothers en 1968, dos historias cortas con trasfondo paródico, el autor se desentendió de la obra y cedió su puesto a un joven dibujante francés al que él mismo había formado, Jean-Claude Fournier. La renuncia de Franquin, sumada al cese del editor jefe Yvan Delporte ese mismo año, marcaba el final de la «etapa dorada» de la revista Spirou. El dibujante legó a Dupuis todos los personajes secundarios pero mantuvo los derechos sobre Marsupilami, que convirtió en 1987 en una serie independiente que no quedó bajo el paraguas de Dupuis. La última historia en la que apareció este animal fue El fabricante de oro (1970), dibujada por Fournier pero con la colaboración de Franquin.

#### Etapa de transición (1969-1984)

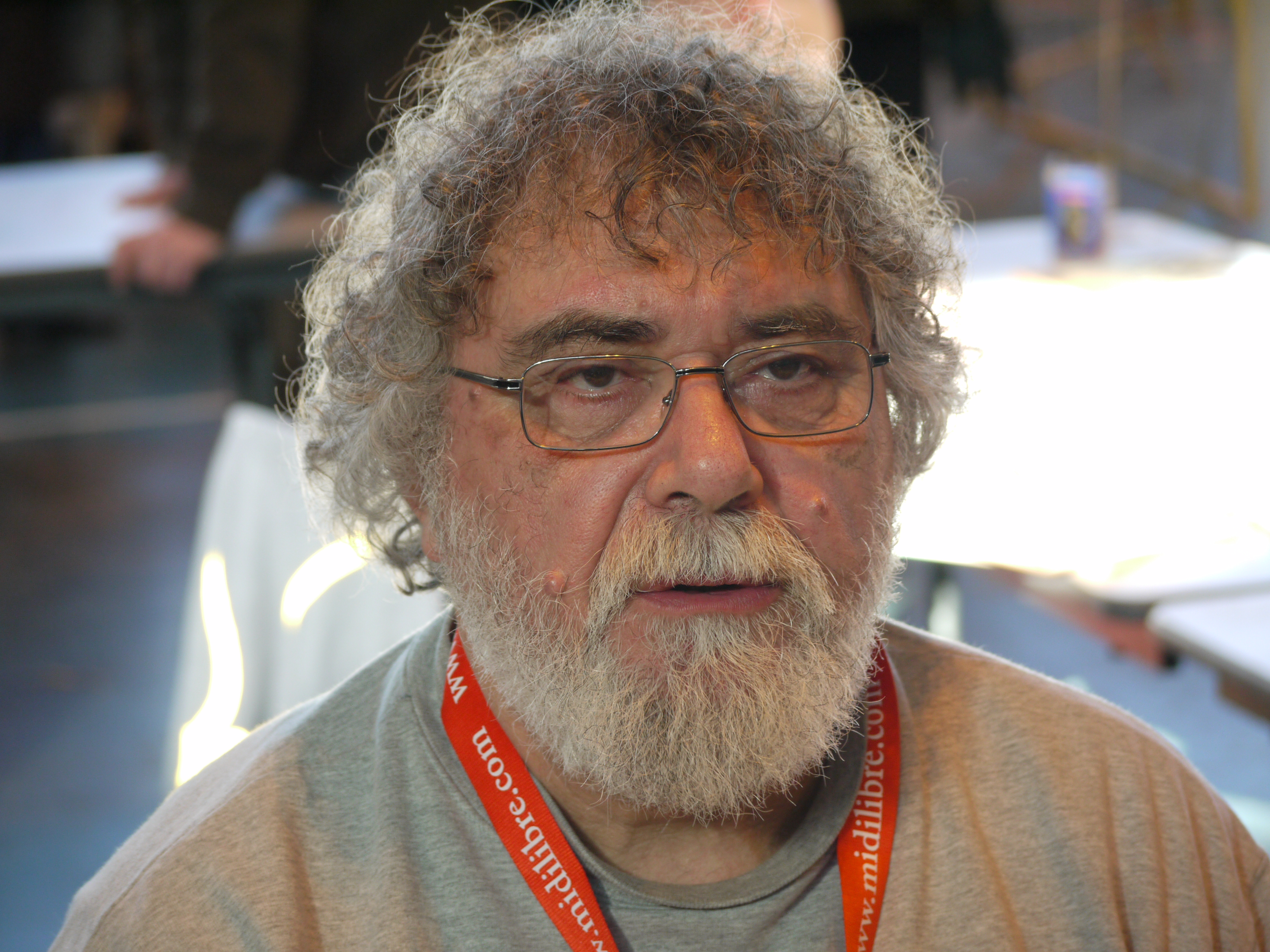
Jean-Claude Fournier dibujó Spirou desde 1970 hasta 1980.

Jean-Claude Fournier dibujó nueve álbumes de Spirou y Fantasio desde 1969 hasta 1980, en los que Spirou evolucionó a un personaje más moderno. Mientras las historias de Franquin tendían a ser políticamente neutrales, en la etapa de Fournier se empezaron a tratar asuntos más controvertidos como la represión al estilo Duvalier (Tora Torapa, 1973), la energía nuclear (El Anku, 1978) o las dictaduras financiadas por el tráfico de drogas (Kodo el tirano, 1979). Además el autor dio mayor protagonismo a la ardilla Spip, ambientó parte de las historias en Bretaña, y amplió el universo de secundarios con la periodista Ororéa, el mago Itoh Kata y la organización criminal El Triángulo. Después de Judías por doquier en 1979, la relación entre Fournier y Dupuis se rompió; la editorial quería publicar más historias de Spirou y Fantasio para revitalizar las ventas de la revista, así que le quiso imponer una reducción del tiempo de descanso entre series. Sin embargo, el autor se negó porque eso le restaba libertad creativa. Al final, Fournier fue despedido en 1980 mientras estaba preparando la que habría sido su décima historia, La Maison dans la mousse.
Después de la salida de Fournier, Dupuis tuvo problemas para encontrar un nuevo dibujante y trabajó con tres equipos distintos, coincidiendo con una etapa de crisis en la editorial por el descenso en ventas de la revista. Por un lado estaba el dúo formado por Nic Broca (dibujo) y Raoul Cauvin (guion), dos autores que emularon el estilo de Fournier sin poder utilizar ninguno de los personajes secundarios, razón por la que sus tres historias son consideradas un paréntesis. Por otro lado estaban Philippe Tome (guion) y Janry (dibujo), quienes sí se ganaron la confianza de Dupuis para asumir el control de la serie. Y en tercer lugar cabe destacar la visión experimental del Spirou de Yves Chaland (Corazones de acero, 1982), con un estilo de línea clara inspirado en Jijé. En su momento la editorial no confió en el proyecto y Chaland nunca pudo terminarlo, pero su versión se ha converitdo en un fenómeno de culto para la crítica especializada.

#### Tome y Janry (1982-1998)

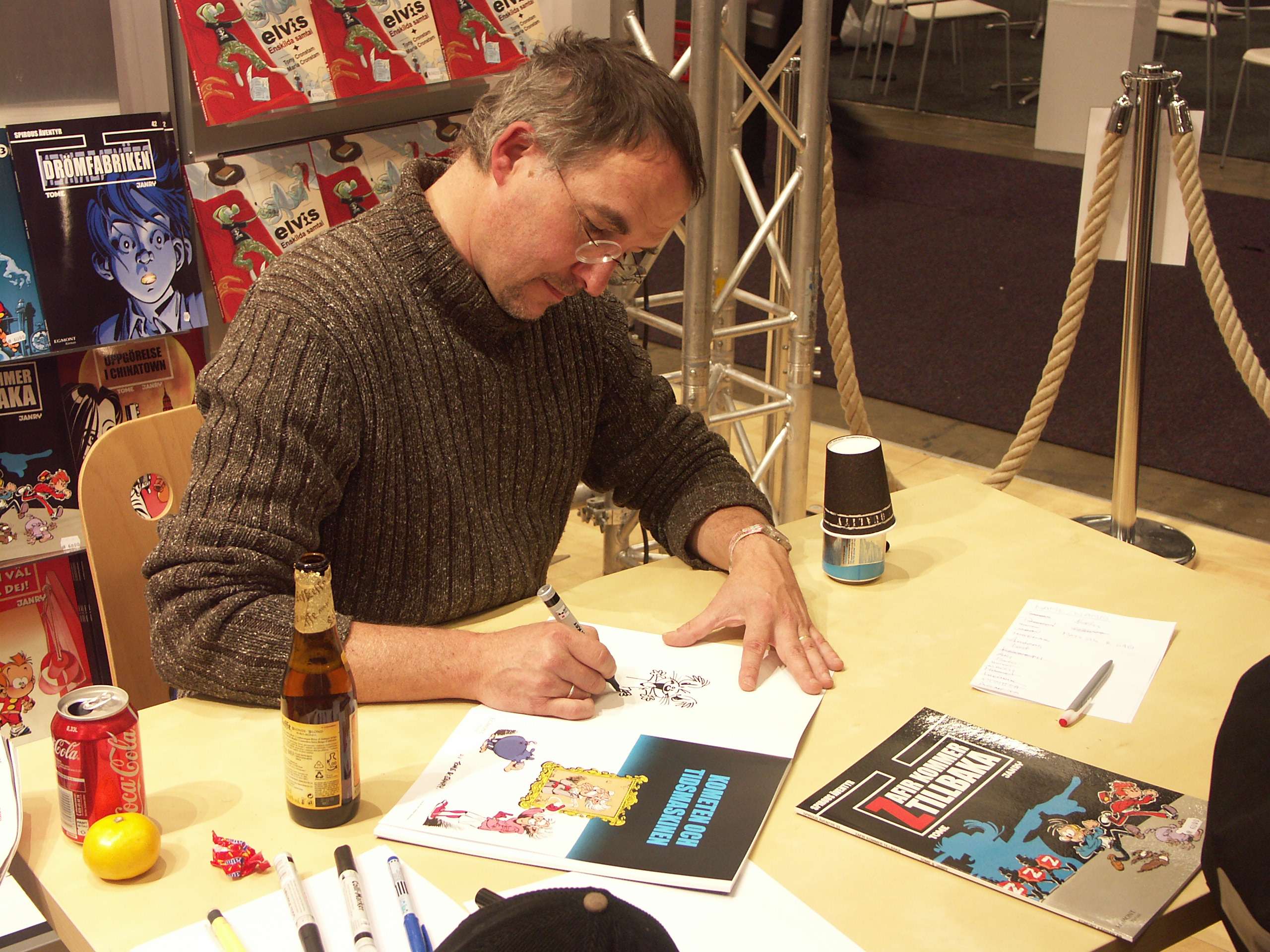
Janry firma un álbum de Spirou en la Feria del Libro de Gotemburgo (2008).

El equipo formado por Tome y Janry logró revitalizar la popularidad de Spirou y Fantasio, y se convirtió en una referencia para la nueva generación de autores de la revista. A nivel visual habían actualizado el estilo caricaturesco del personaje, con muchos detalles en las viñetas, mientras que sus guiones consolidaron el tratamiento de asuntos controvertidos de actualidad. La primera obra del dúo, Virus, abordaba tanto la guerra bacteriológica como la influencia de los grupos de presión. A ella le siguieron otros temas de ciencia ficción como la robótica (¿Quién detendrá a Cianuro?) y los viajes temporales (El pasajero del tiempo).
En 1987 se publicó La infancia de Spirou, en la que se reimagina el pasado de Spirou a través de cuatro historias cómicas. La buena acogida llevó a Tome y Janry a sacar una serie derivada, El pequeño Spirou, que se convirtió en un éxito de ventas al centrarse en el humor. Los autores mantuvieron ambas colecciones durante los años 1990, y en la principal ampliaron el universo de personajes con el mafioso Vito Cortizone —una parodia de Vito Corleone—, presente en buena parte de las siguientes entregas. En 1990, Spirou y Fantasio hacen su primera visita a la Unión Soviética en Spirou y Fantasio en Moscú, que supuso la recuperación de Zantafio como villano. Las últimas obras de la década abordan temas como la denuncia del racismo (El rayo negro, 1993) y la relación de Spirou con las mujeres (Luna fatal, 1995).
El último trabajo de Tome y Janry fue una obra de suspense, La máquina que piensa, que supuso una ruptura total con las anteriores entregas. En esta ocasión Janry dejó de lado el estilo caricaturesco en favor de un dibujo más realista, con viñetas sobre fondos negros, y los personajes tenían un contexto adulto que exploraba motivaciones psicológicas. El cambio resultó demasiado repentino, no tuvo buenas ventas y tampoco gozó del respaldo de la editorial, así que Tome y Janry dejaron la serie en 1998 para centrarse en El pequeño Spirou, de la que sí poseían los derechos. Ambos autores estaban preparando una historia de Spirou ambientada en Cuba que nunca llegó a ver la luz.

#### El Spirou contemporáneo
Después de seis años de parón, Dupuis retomó las aventuras de Spirou y Fantasio con un nuevo tándem formado por el guionista Jean-David Morvan y el dibujante español José Luis Munuera. Este equipo apostó por historias con un estilo narrativo más convencional; Munuera aportó un dibujo actualizado, inspirado en el manga, mientras que Morvan recuperó personajes secundarios de otras etapas. El dúo publicó París bajo el Sena (2004), que recuperaba al Conde de Champiñac; El hombre que no quería morir (2005), con menciones veladas al propio origen de personaje; y Spirou y Fantasio en Tokio (2006), con presencia de secundarios de la época de Fournier. En 2007 la editorial decidió cambiar de autores por la caída en ventas, pero les encargó una última obra para cerrar esta etapa: A los orígenes de Z (2008), coguionizada por Yann y que marcaba el regreso de Zorglub como antagonista.
Dupuis confirmó en 2009 su apuesta por el dibujante Yoann y al guionista Fabien Vehlmann, quienes habían cosechado buenas críticas tras la publicación de Los gigantes petrificados (2006), el primer número de la colección Una aventura de Spirou y Fantasio por.... Debutaron con La amenaza de los zorketes (2009) y desde entonces publicaron un total de cinco álbumes, más cercanos al estilo de Franquin. Su último trabajo fue La furia del marsupilami (2016), que suponía el regreso del Marsupilami luego de que Dupuis hubiese recuperado los derechos del personaje. Esta tendencia tampoco sirvió para frenar el descenso de las ventas, por lo que Yoann y Vehlmann terminaron desligándose de Spirou y Fantasio para crear una secuela, Supergroom, donde Spirou es representado como un superhéroe. A finales de la década de 2010, la editorial se centró en serializar obras de la colección Una aventura de..., así como álbumes de secuelas como Zorglub (Munuera, 2017), Champignac (Etien y Béka, 2018) y la ya mencionada Supergroom.
En julio de 2021, Dupuis anunció que retomaría el Spirou y Fantasio tradicional con un trío de autores: Olivier Schwartz al dibujo —también procedente de la colección Una aventura de Spirou y Fantasio por...— y Sophie Guerrive y Benjamin Abitan en el guion. Guerrive se convirtió además en la primera mujer involucrada en la serie desde Blanche Dumoulin. El trío publicó su primer álbum, La muerte de Spirou, en agosto de 2022.

### Una aventura de Spirou y Fantasio por...

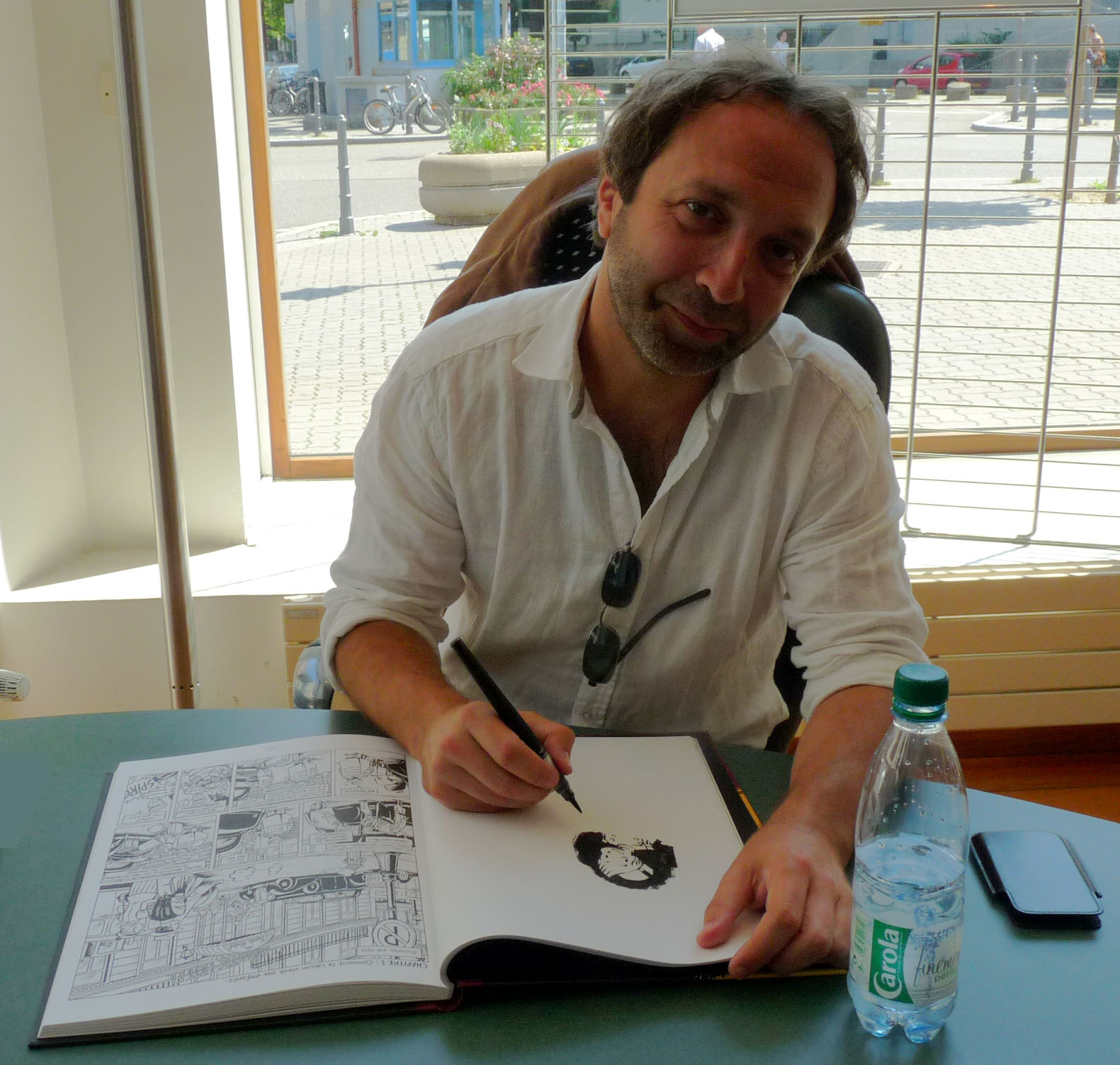
Émile Bravo, autor de Diario de un ingenuo y La esperanza pese a todo.

A partir de 2006, Dupuis dio un impulso al universo de Spirou y Fantasio con una nueva colección, Una aventura de Spirou y Fantasio por...., donde los autores podían hacer obras autoconclusivas con mayor libertad creativa. Esta línea es independiente de la serie principal, lo que permite experimentar nuevos estilos de dibujo y dirigirse a un público más adulto, como había sucedido anteriormente en Corazones de acero o La máquina que piensa. El primer volumen publicado fue Los gigantes petrificados de Yoann y Vehlmann (2006), cuyo éxito de crítica les llevó a ser contratados para la serie principal. A este le siguieron Atrapados en el pasado de Frank Le Gall (2007) y La tumba de los Champignac de Yann y Fabrice Tarrin (2007).
Uno de los álbumes que marcó el rumbo de la nueva colección es Diario de un ingenuo de Émile Bravo (2008). La historia se enmarca en 1938, tiene un estilo de dibujo inspirado en la línea clara, y parte de los orígenes de Spirou como botones del hotel Moustic para narrar la tensión previa al estallido de la guerra, además de dotarle de una historia personal. Diario de un ingenuo fue galardonado con el premio San Miguel y con el Premio de los Libreros al mejor cómic, y fue incluido en la lista de álbumes esenciales del Festival Internacional de Angulema de 2009. Esta obra fue el punto de partida de la cuatrilogía La esperanza pese a todo (2018-2022), que trata sobre la ocupación alemana de Bélgica durante la Segunda Guerra Mundial.
La otra gran obra de la colección es El botones de verde caqui (2009), con dibujo de Schwartz y guion de Yann. La historia también se desarrolla en una Bélgica ocupada en plena guerra, pero aquí Spirou es un miembro de la resistencia contra los nazis. El estilo de dibujo es muy similar al Spirou de Yves Chaland, para quien se había escrito el guion en un primer momento; aborda el universo tradicional de Spirou y Fantasio con un enfoque más adulto y contiene numerosas referencias a la historieta franco-belga. El álbum recibió entre otros premios el de «mejor obra extranjera» del Salón Internacional del Cómic de Barcelona de 2010. Ambos autores volvieron a colaborar en La mujer leopardo (2014), una obra que parte del final de la anterior y denuncia el colonialismo belga en África. Schwartz fue confirmado como dibujante titular de Spirou y Fantasio en 2021.

## Personajes

### Spirou

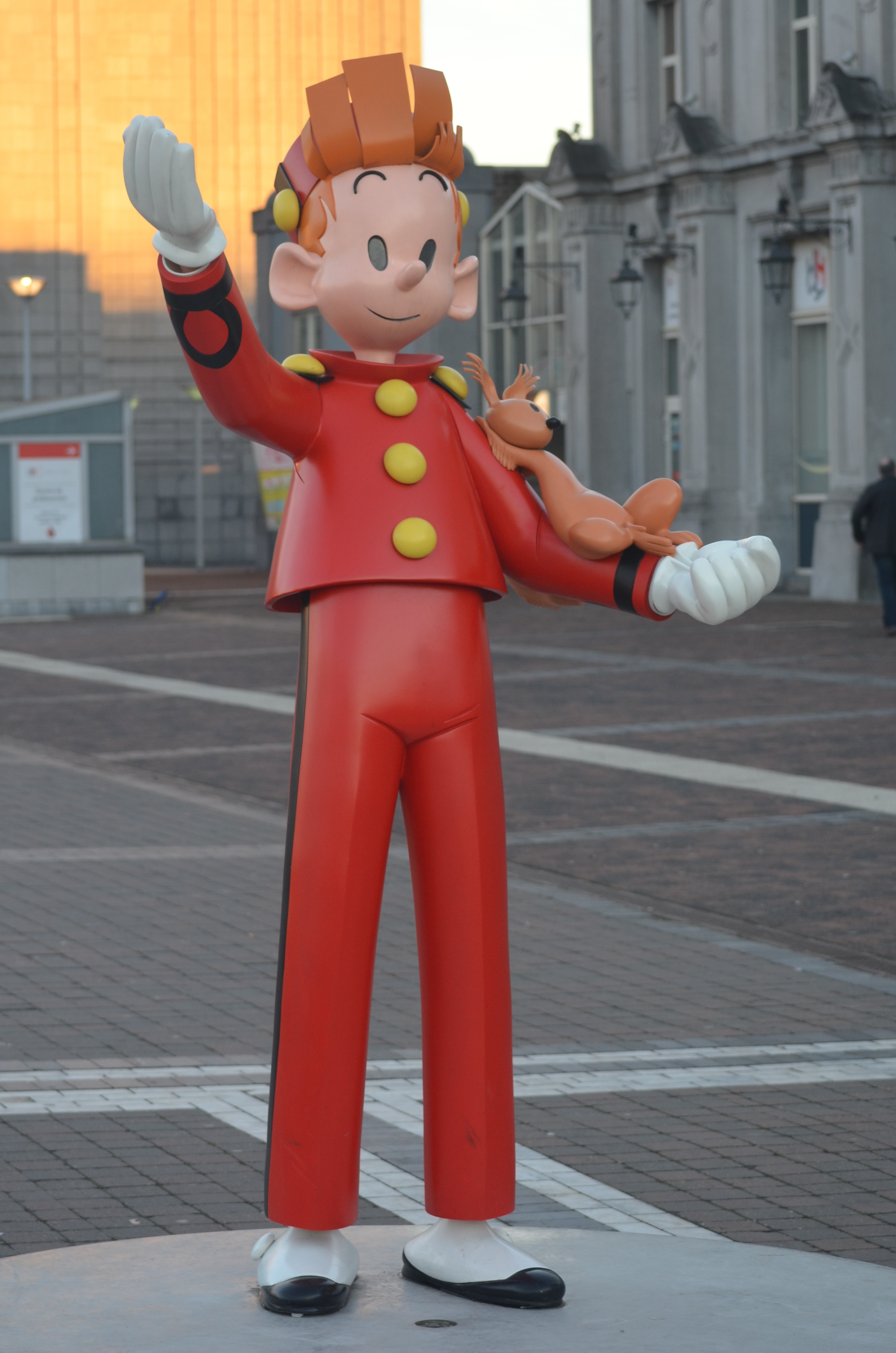
Escultura de Spirou y Spip en Charleroi.

Spirou es un joven belga de estatura normal y cabello pelirrojo con tupé. En sus orígenes trabajaba como botones en el hotel Moustic y vestía siempre un traje rojo con gorra. Posteriormente ha asumido otros oficios y viaja por todo el mundo con Fantasio, razón por la que no siempre lleva el traje, pero el color rojo sigue siendo el símbolo distintivo de su vestuario. Tiene una personalidad honrada, valiente y decidida, y le gusta ayudar a la gente que le rodea. Normalmente está acompañado por su inseparable mascota, la ardilla Spip, y vive junto con su amigo Fantasio.
En los álbumes no se dan indicaciones sobre la edad de Spirou, aunque algunos autores han tenido libertad para trabajar aspectos como las circunstancias familiares y afectivas del personaje. La secuela El pequeño Spirou, creada por Tome y Janry, explica algunos detalles sobre la infancia del botones desde un punto de vista cómico. En otros casos se han tomado ideas que no forman parte del canon oficial, como sucede en la colección Una aventura de....; por ejemplo, en Diario de un ingenuo es presentado como un joven huérfano llamado Jean Baptiste que consigue trabajo en el hotel después de haber sido expulsado del orfanato.

### Spip
Spip es la mascota de Spirou, una ardilla domesticada de pelaje marrón que debutó en 1939. Aunque es muda, sus pensamientos mordaces aparecen verbalizados en los globos de diálogo. La relación del animal con Spirou y Fantasio varía según el autor. Franquin decidió que los protagonistas no pudieran entenderlo y se convierte en una contraparte cómica que refuerza los gags, mientras que Marsupilami era la mascota que salvaba a los héroes. A partir de Fournier se le presta más importancia en las historias y aprende a interactuar con Spirou y Fantasio, algo que el resto de autores han mantenido.

### Fantasio

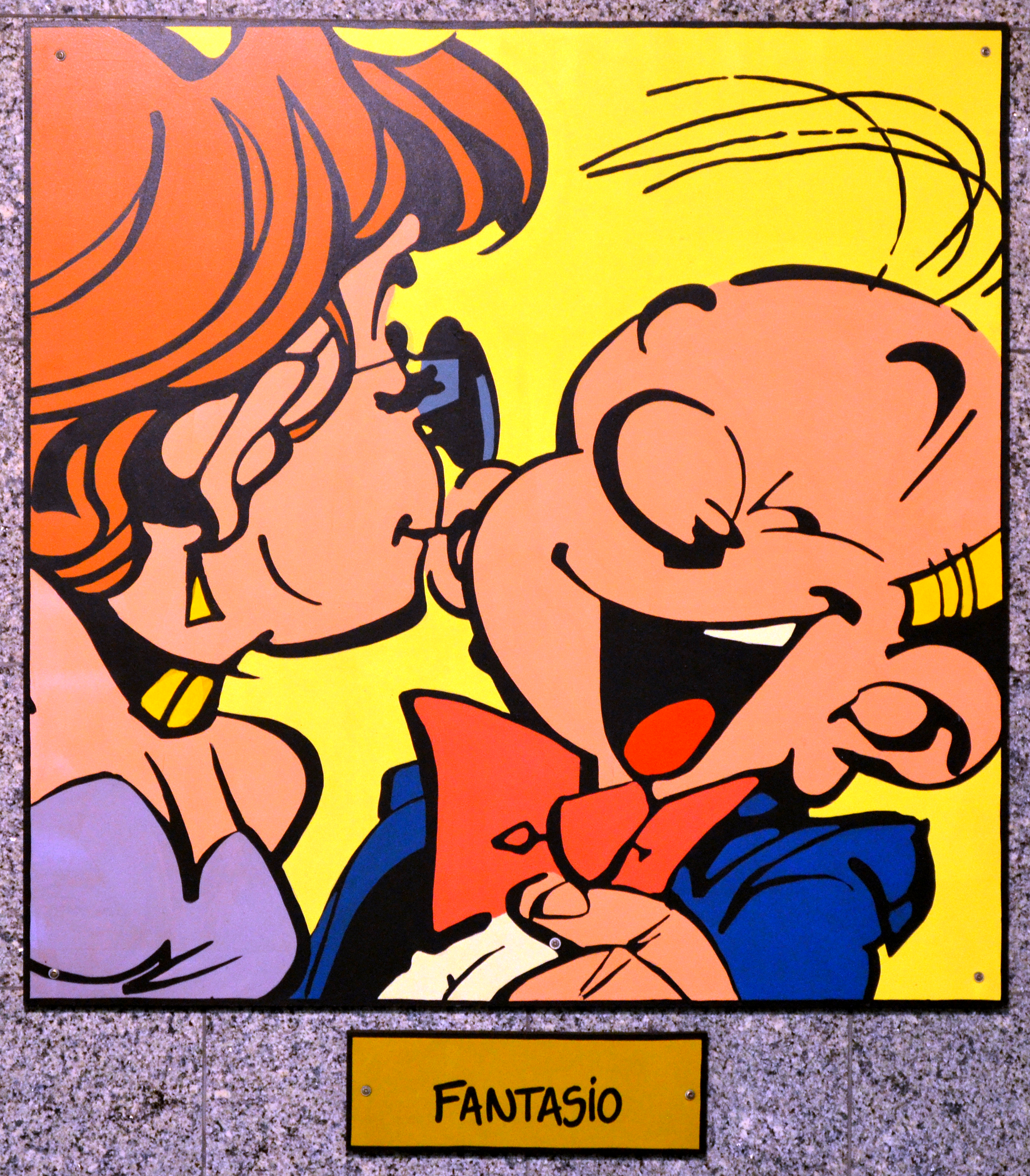
Cartel de Fantasio en la estación de Janson, en el metro de Charleroi.

Fantasio es el mejor amigo y socio inseparable de aventuras de Spirou. Se trata de una persona ligeramente más alta, con cabello rubio y trajes llamativos, normalmente una americana azul con corbatín rojo. A diferencia de la sobriedad de su compañero, Fantasio tiene un carácter muy impetuoso y muchas veces no piensa en las consecuencias de sus actos. Su trabajo como reportero es la razón por la que viaja frecuentemente al extranjero; al principio trabajaba en una revista, aunque en álbumes posteriores es un periodista autónomo. También es un apasionado de los inventos y de la tecnología.
El personaje fue creado en 1942 por Jean Doisy, el editor jefe de Spirou, como nombre de pluma para responder las cartas de los lectores. En 1944, Jijé decidió incluirlo como el mejor amigo de Spirou, con un diseño inspirado en Dagwood Bumstead de la serie Blondie, y se hizo tan popular que terminó acompañándolo en el título de la serie.  A diferencia de Spirou, del que se aportan pocos datos sobre su vida personal, Fantasio mantiene una fuerte rivalidad con su colega de profesión Seccotine y se siente atraído por la periodista Ororéa.

### Conde de Champignac

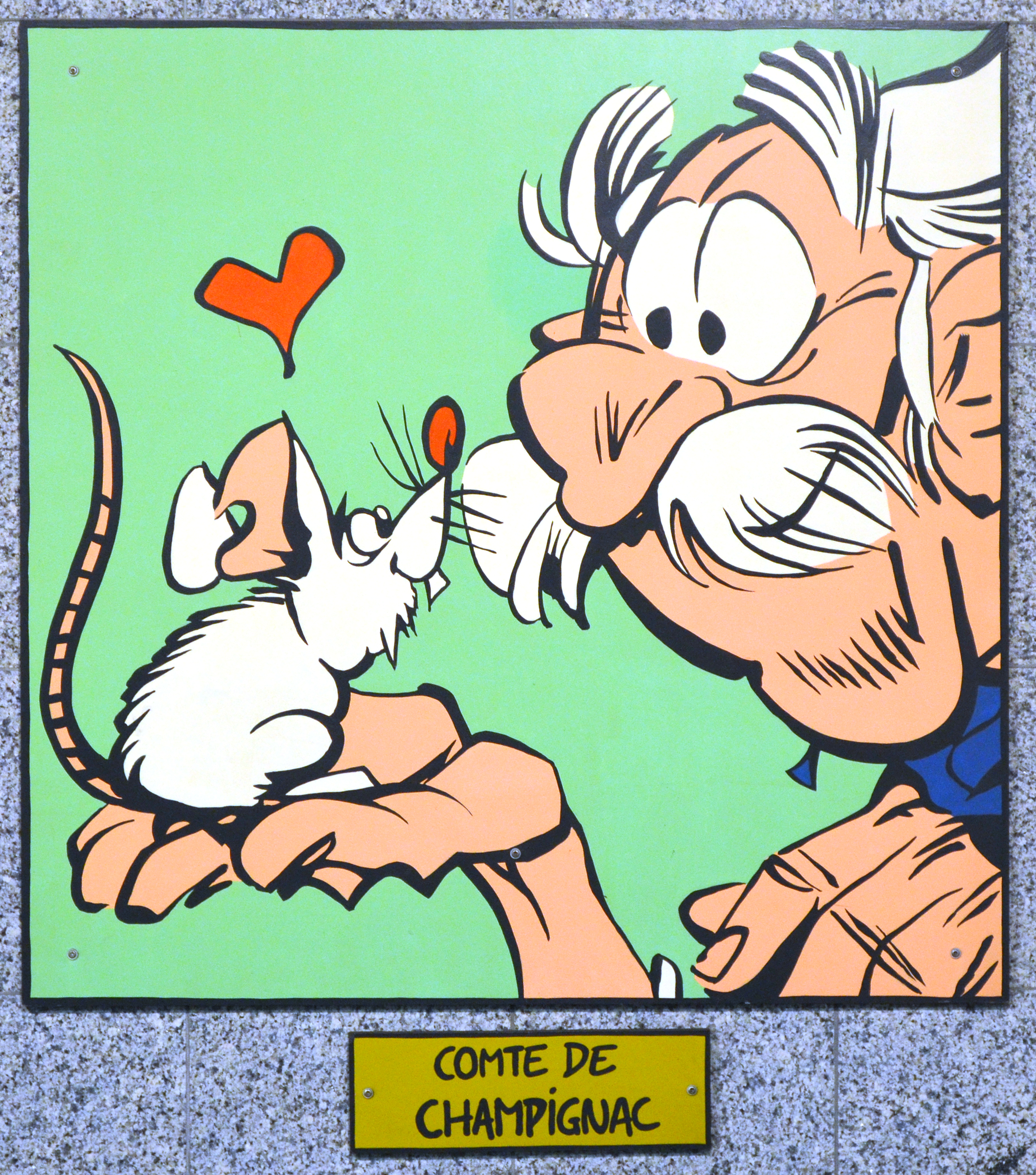
Mural del conde de Champignac en el metro de Charleroi.

Pacôme Hegesipo Adelardo Ladislao, más conocido como el conde de Champignac, es un anciano y afable científico que quiere ayudar a la sociedad con sus inventos, aunque su carácter despistado le lleva a cometer errores que pueden alterar la paz de quienes le rodean. Domina cualquier campo de la investigación, con especial interés por la micología. Este personaje debutó en Hay un brujo en Champiñac y con el paso del tiempo se ha convertido en uno de los secundarios recurrentes que ayuda a Spirou y Fantasio cuando más lo necesitan.

### Zorglub
Zorglub es uno de los antagonistas de Spirou y Fantasio. Se trata de un científico megalómano y egocéntrico, con una notable inteligencia pero algo torpe, que estudió en la misma universidad que el conde de Champignac y fue expulsado después de derrumbar el techo con un experimento fallido. Su único invento propio es el rayo Zorglonde, que utiliza para controlar la voluntad de las personas y que le ha servido para robar las fórmulas de otros científicos. Cuenta también con una tropa de soldados, conocida como los Zorglhombres, a los que habla con un lenguaje del revés para que el resto de la gente no descubra sus planes.
El personaje es obra de Franquin y Greg, quienes le hicieron debutar en Z como Zorglub y le mantuvieron en la secuela El retorno de Z. Desde 2017 cuenta con una secuela que fue asumida por José Luis Munuera.

### Zantafio
Zantafio es principal villano de la serie y el primo de Fantasio, de quien se distingue por su cabello ondulado negro y un bigote. El personaje fue creado por Franquin en Spirou y los herederos como el rival de Fantasio por la herencia familiar. Ya entonces fue representado como una persona sin escrúpulos que recurre a cualquier artimaña para lograr sus objetivos, pese a lo cual siempre termina perdiendo, pero al final de esa obra se redimía con los protagonistas. Sin embargo, reaparece en El dictador y el champiñón como el general Zantas, dictador de Palombia, y termina consolidándose como el primer gran enemigo de Spirou y Fantasio hasta la irrupción de Zorglub. Esto ha sido respetado por otros autores como Fournier, quien le convirtió en líder de la organización criminal El Triángulo en Tora Torapa; Tome y Janry (Spirou y Fantasio en Moscú) y Morvan y Munuera (El hombre que no quería morir).

### Marsupilami

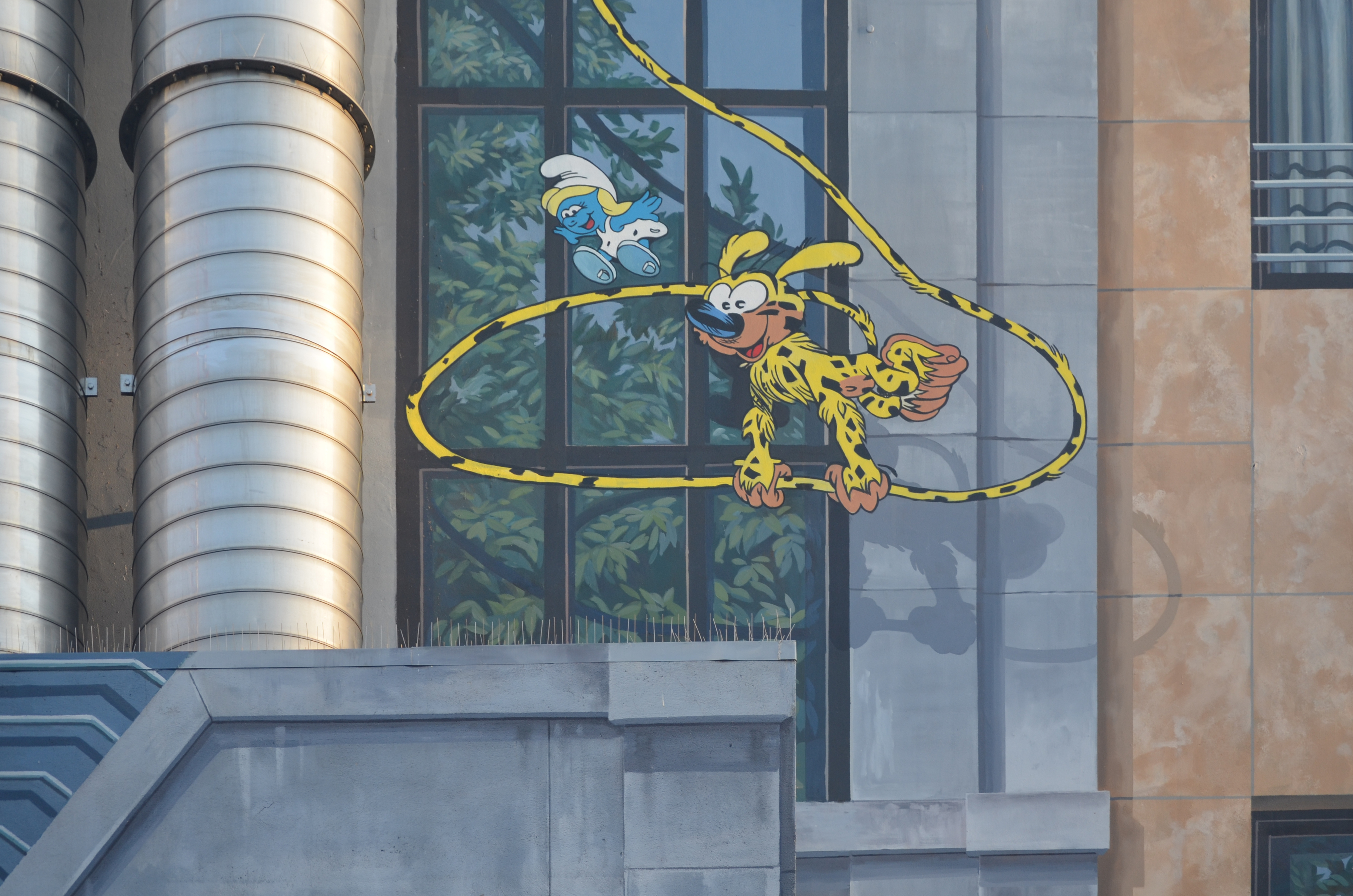
Mural del Marsupilami y la Pitufina en Namur.

Marsupilami es un mono marsupial con una larga cola prensil y un pelaje similar al del leopardo que fue descubierto en la selva del ficticio país sudamericano de Palombia. Se trata de una criatura con gran agilidad, extraordinaria fuerza e inteligencia para adaptarse a cualquier medio. A pesar de su aspecto aparentemente amistoso y travieso, es un animal solitario que rehúye el contacto humano e incluso puede ser muy agresivo si se siente atacado, así que es difícil encontrar un ejemplar.
André Franquin se inspiró en Eugene el Jeep de Popeye para diseñar al animal, que debutó en Spirou y los herederos (1952). Fantasio debía viajar a Palombia y capturar un marsupilami para ganarse la herencia familiar, pero al término de la obra se arrepiente de haberlo entregado al zoo y surge un final abierto que da paso a Los ladrones del marsupilami (1954), donde el animal termina viviendo con ellos en la casa de Spirou. Se trabajan más detalles sobre su personalidad en El nido de los marsupilamis (1957). Franquin se quedó con los derechos de autor de Marsupilami tras haber abandonado Spirou y Fantasio en 1969, y no pudo ser utilizado por otros autores hasta que Dupuis recuperó la licencia en 2013. Su regreso quedó confirmado en La furia del marsupilami (Yoann y Vehlmann, 2016).

### Otros personajes
Además de los mencionados, Spirou y Fantasio cuenta con numerosos personajes secundarios que están vinculados a las etapas de cada dibujante. En la época de Rob-Vel se limitaban a empleados del hotel Moustic como el señor Entresol, un fornido portero con mal carácter. Franquin amplía el universo de la serie con los ya citados conde de Champignac, Zorglub y Zantafio, pero también con secundarios puntuales como Gustave Labarbe, alcalde de Champignac conocido por sus largos discursos; su ayudante Duplumier, y Célestin Dupilon, el borracho del pueblo. Fournier lo amplió con perfiles cómicos como el mago Itoh Kata o la organización criminal El Triángulo. Por otro lado, Tome y Janry rescataron personajes de la etapa Franquin y aportaron sus propios secundarios, de los cuales destaca Vito Cortizone, un villano con mala suerte que parodiaba a Vito Corleone. A partir de Morvan y Munuera, es habitual que los autores entremezclen personajes de distintas etapas.
Tal y como sucede en otras obras franco-belgas del siglo XX, hay una escasa presencia de mujeres que se explica en parte por el público al que iban dirigidas las revistas infantiles de la época. En El cuerno del rinoceronte (1953) sexto álbum de la colección, Franquin introdujo a la periodista Seccotine, una chica rubia de carácter firme que funciona como una rival de Fantasio en sus reportajes. A Fournier no le gustaba este personaje y lo reemplazó por Ororéa, una reportera polinesia de la que Fantasio está perdídamente enamorado, pero Tome y Janry recuperaron a Seccotine e hicieron que mostrase cierto afecto por Spirou. Las diferentes obras de la colección Una aventura de... han incidido más en las relaciones personales de los protagonistas.
Uno de los personajes más célebres de Franquin, Gaston Lagaffe —también conocido como Gastón el Gafe o Tomás el Gafe—, hizo varias apariciones en la serie y tuvo cierto protagonismo en Un bebé en Champiñac. Del mismo modo, Fantasio era un personaje recurrente en Gastón porque era su jefe en la revista Spirou. Fournier también se atrevió a incluir breves cameos de otros personajes de Dupuis como Benito Sansón o Natacha.

## Álbumes
El conjunto de la obra de Spirou y Fantasio es muy extensa y difícil de abarcar. Desde 1950 se han publicado un total de cincuenta y cinco álbumes según la numeración oficial. Esta cifra solo tiene en cuenta las obras completadas, pues hubo otras como Corazones de acero que empezaron a ser publicadas en la revista pero quedaron inacabadas. Si se tienen en cuenta las ediciones fuera de la colección principal, las piezas breves y todas las autoconclusivas, muchas de las cuales se publicaron en las primeras etapas de Rob-Vel y Jijé, la cifra asciende a un total de 186 historietas.
Los autores que han publicado para la colección principal son Rob-Vel (1938-1943), Jijé (1943-1946), André Franquin (1946-1969), Jean-Claude Fournier (1969-1979), Nicolas Broca y Raoul Cauvin (1980-1983), Philippe Tome y Janry (1981-1998), Jean-David Morvan y José Luis Munuera (2004-2008) y Yoann y Fabien Vehlmann (2009-2016).

### Spirou y Fantasio
1. Cuatro aventuras de Spirou y Fantasio (Quatre aventures de Spirou et Fantasio) (Franquin, 1950)
2. Hay un brujo en Champignac (Il y a un sorcier à Champignac) (Franquin y Jean Darc, 1951)
3. Los sombreros negros (Les Chapeaux noirs (Franquin y Jijé, 1952)
4. Spirou y los herederos (Spirou et les héritiers) (Franquin, 1952)
5. Los ladrones del marsupilami (Les voleurs du Marsupilami) (Franquin, 1954)
6. El cuerno del rinoceronte (La Corne de rhinocéros) (Franquin, 1955)
7. El viajero del mesozoico (Le Voyageur du Mésozoïque) (Franquin y Greg, 1960)
8. El dictador y el champiñón (Le Dictateur et le champignon) (Franquin y Rosy, 1966)
9. La máscara (La Mauvaise tête) (Franquin 1966)
10. La guarida de la morena (Le Repaire de la murène) (Franquin, 1966)
11. Los piratas del silencio (Les Pirates du silence (Franquin, 1967)
12. La mina y el gorila (Le gorille a bonne mine (Franquin, 1968)
13. El nido de los marsupilamis (Le Nid des marsupilamis) (Franquin, 1968)
14. El prisionero de los 7 budas (Le Prisonnier du Bouddha (Franquin y Greg, 1969)
15. Z como Zorglub (Z comme Zorglub) (Franquin y Greg, 1961)
16. El retorno de Zorglub (L'Ombre du Z) (Franquin y Greg, 1962)
17. Spirou y los hombres burbuja (Spirou et les hommes-bulles) (Franquin, 1964)
18. QRN en Bretzelburg (QRN sur Bretzelburg) (Franquin y Greg, 1966)
19. Un bebé en Champignac (Panade à Champignac (Franquin, 1969)
20. El fabricante de oro (Le Faiseur d'or (Fournier, 1970)
21. Glucosa para Noemi (Du glucose pour Noémie) (Fournier, 1971)
22. La abadía encantada (L'abbaye truquée) (Fournier, 1972)
23. Tora Torapa (Fournier, 1973)
24. Tembo Tabú (Tembo Tabou) (Franquin, 1973)
25. El amuleto de Niokolo-Koba (Le gri-gri du Niokolo-Koba) (Fournier, 1974)
26. Sidra para las estrellas (Du cidre pour les étoiles) (Fournier, 1977)
27. El Ankú (L'Ankou) (Fournier, 1978)
28. Kodo el tirano (Kodo le tyran) (Fournier, 1979)
29. Judías por doquier (Des haricots partout) (Fournier, 1980)
30. El círculo de hielo (La Ceinture du grand froid) (Nic y Cauvin, 1983)
31. La caja negra (La boîte noire) (Nic y Cauvin, 1983)
32. Los creadores del silencio (Les faiseurs du silence) (Nic y Cauvin, 1983)
33. Virus (Tome y Janry, 1984)
34. Aventura en Australia (Aventure en Australie) (Tome y Janry, 1985)
35. ¿Quién detendrá a Cianuro? (Qui arrêtera Cyanure?) (Tome y Janry, 1985)
36. El pasajero del tiempo (L'horloger de la comète) (Tome y Janry, 1986)
37. El despertar de Z (Le Réveil du Z) (Tome y Janry, 1986)
38. La infancia de Spirou (La Jeunesse de Spirou) (Tome y Janry, 1987)
39. Spirou en Nueva York (Spirou à New-York) (Tome y Janry, 1987)
40. Con el agua al cuello (La frousse aux trousses) (Tome y Janry, 1988)
41. El valle de los proscritos (La vallée des bannis) (Tome y Janry, 1989)
42. Spirou en Moscú (Spirou à Moscou) (Tome y Janry, 1990)
43. Vito el cenizo (Vito la Déveine) (Tome y Janry, 1991)
44. El rayo negro (Le rayon noir) (Tome y Janry, 1993)
45. Luna fatal (Luna fatale) (Tome y Janry, 1995)
46. La máquina que sueña (Machine qui rêve) (Tome y Janry, 1998)
47. París bajo el Sena (Paris-sous-Seine) (Morvan y Munuera, 2004)
48. El hombre que no quería morir (L'homme qui ne voulait pas mourir) (Morvan y Munuera, 2005)
49. Spirou en Tokio (Spirou à Tokyo) (Morvan y Munuera, 2006)
50. Los orígenes de Z (Aux sources du Z) (Yann, Morvan y Munuera, 2008)
51. La amenaza de los zorquetes (Alerte aux Zorkons) (Yoann y Vehlmann, 2010)
52. La cara oculta de Z (La face cachée du Z) (Yoann y Vehlmann, 2011)
53. La trampa viperina (Dans les griffes de la Vipère) (Yoann y Vehlmann, 2013)
54. Un botones en Sniper Alley (Le Groom de Sniper Alley) (Yoann y Vehlmann, 2014)
55. La furia del marsupilami (La colère du Marsupilami) (Yoann y Vehlmann, 2016)
56. La muerte de Spirou (La mort de Spirou) (Guerrive, Abitan y Schwartz, 2022)
57. La Mémoire du futur (Guerrive, Abitan y Schwartz, 2024)

### Números especiales
Los números especiales (Hors Série) son álbumes con historias cortas que no forman parte de la numeración oficial.
- H1. L'Héritage (1989)
Incluye le Tank (Franquin) y L'Héritage (Franquin, 1946)

- H2. Radar le robot (1989)
Incluye La maison préfabriquée (Franquin et Joseph Gillain, 1946), Radar le robot (Franquin, 1947) y Le Homard (Franquin, 1957)

- H3. La Voix sans maître et 5 autres aventures (2003)
Incluye:
Rob-Vel: La naissance de Spirou (1938) y Spirou et la puce (1943) — reeditadas en color.
Franquin: Fantasio et le siphon (1957)
Nic y De Kuyssche: Le fantacoptère solaire (1980)
Tome y Janry: La Voix sans maître (1981), La Menace (1982), la Tirelire est là (1984), Une semaine de Spirou et Fantasio (2001)

- H4. Fantasio et le fantôme et 4 autres aventures (2003)
Incluye:
Jijé: Fantasio et le fantôme (1946)
Franquin: La Zorglumobile (1976), Noël dans la brousse (1949), Fantasio et les pantins téléguidés (1957)
Yves Chaland: Corazones de acero (Cœurs d'acier, 1982) — historia inacabada y reeditada en cuatricomía.
Fournier: Vacances à Brocéliande (1973), Joyeuses Pâques, Papa ! (1971)

- H5. Les Folles Aventures de Spirou (Yoann y Vehlmann, 2017)

### Edición integral
Desde noviembre de 2006, Dupuis ha publicado una edición integral que reúne todas las historias de la colección oficial en tomos recopilatorios con encuadernación rústica, y que está siendo editada en español por Dibbuks. La obra completa de Franquin aparece recopilada del primer al octavo volumen; Jean-Claude Fournier ocupa del noveno al undécimo volumen; la etapa de Nic y Cauvin abarca el duodécimo volumen, y la colección de Tome y Janry ocupa del decimotercer al decimosexto volumen.
Cabe destacar que la etapa anterior a Franquin ocupa dos volúmenes sin numeración: uno dedicado a toda la obra de Rob-Vel (vol. 0a) y otro dedicado a Jijé (vol. 0b).
1. Franquin: Spirou y Fantasio, Integral 1946-1950 (Franquin: Les débuts d'un dessinateur)
2. Franquin: Spirou y Fantasio, Integral 1950-1952 (Franquin: De Champignac au Marsupilami)
3. Franquin: Spirou y Fantasio, Integral 1952-1954 (Franquin: Voyages autour du monde)
4. Franquin: Spirou y Fantasio, Integral 1954-1956 (Franquin: Aventures modernes)
5. Franquin: Spirou y Fantasio, Integral 1956-1958 (Franquin: Mystérieuses créatures)
6. Franquin: Spirou y Fantasio, Integral 1958-1959 (Franquin: Inventions maléfiques)
7. Franquin: Spirou y Fantasio, Integral 1959-1960 (Franquin: Le mythe Zorglub)
8. Franquin: Spirou y Fantasio, Integral 1961-1967 (Franquin: Aventures humoristiques)
9. Fournier: Spirou et Fantasio, 1969-1972
10. Fournier: Spirou et Fantasio, 1972-1975
11. Fournier: Spirou et Fantasio, 1976-1979
12. Nic y Cauvin: Spirou y Fantasio, Integral 1980-1983 (Nic-Cauvin: Spirou et Fantasio, 1980-1983)
13. Tome y Janry: Spirou y Fantasio, Integral 1981-1983 (Tome-Janry; Spirou et Fantasio, 1981-1983)
14. Tome y Janry: Spirou y Fantasio, Integral 1984-1987 (Tome-Janry; Spirou et Fantasio, 1984-1987)
15. Tome y Janry: Spirou y Fantasio, Integral 1988-1991 (Tome-Janry; Spirou et Fantasio, 1988-1991)
16. Tome y Janry: Spirou y Fantasio, Integral 1992-1999 (Tome-Janry; Spirou et Fantasio, 1992-1999)

### Una aventura de Spirou y Fantasio por...
Esta colección es independiente de la oficial y está formada por artistas invitados por la editorial, así que tienen una numeración distinta a Spirou y Fantasio.
1. Los gigantes petrificados (Les Géants pétrifiés) (Yoann y Vehlmann, 2006)
2. Atrapados en el pasado (Les Marais du Temps) (Frank Le Gall, 2007)
3. La tumba de los Champignac (Le Tombeau des Champignac) (Yann y Tarin, 2007)
4. Diario de un ingenuo (Le Journal d'un ingénu) (Émile Bravo, 2008)
5. El botones de verde caqui (Le Groom vert-de-gris) (Yann y Schwartz, 2009)
6. Pánico en el Atlántico (Panique en Atlantique) (Trondheim y Parme, 2010)
7. La mujer leopardo (La femme leopard) (Yann y Schwartz, 2014)
8. La mascarada (La grosse tête) (Tehem, Makyo y Toldac, 2015)
9. Fantasio se casa (Fantasio se marie) (Feroumont y Coopman, 2016)
10. La luz de Borneo (La lumière de Bornéo) (Frank Pé y Zidrou, 2016)
11. El maestro de las hostias negras (Le Maître des Hosties Noires) (Yann y Schwartz, 2017)
12. Il s'appelait Ptirou (Sente y Verron, 2017)
13. Fondation Z (Filippi y Lebeault, 2018)
14. La esperanza pese a todo, primera parte (Spirou ou l'espoir malgré tout - Première partie) (Émile Bravo, 2018)
15. La esperanza pese a todo, segunda parte (Spirou ou l'espoir malgré tout - Deuxième partie) (Émile Bravo, 2019)
16. Spirou à Berlin (Flix, 2019)
17. Pacific Palace (Christian Durieux, 2020)
18. Spirou y los soviets (Spirou chez les Soviets) (Tarrin y Neidhardt, 2020)
19. La esperanza pese a todo, tercera parte (Spirou ou l'espoir malgré tout - tome 3: Un départ vers la fin) (Émile Bravo, 2021)
20. La esperanza pese a todo, cuarta parte (Spirou ou l'espoir malgré tout - tome 4: Une fin et un nouveau départ) (Émile Bravo, 2022)
21. Spirou chez les fous (Jul y Libon, 2022)
22. Spirou et la Gorgone bleue (Yann y Dany, 2023)

## Series derivadas

### Marsupilami

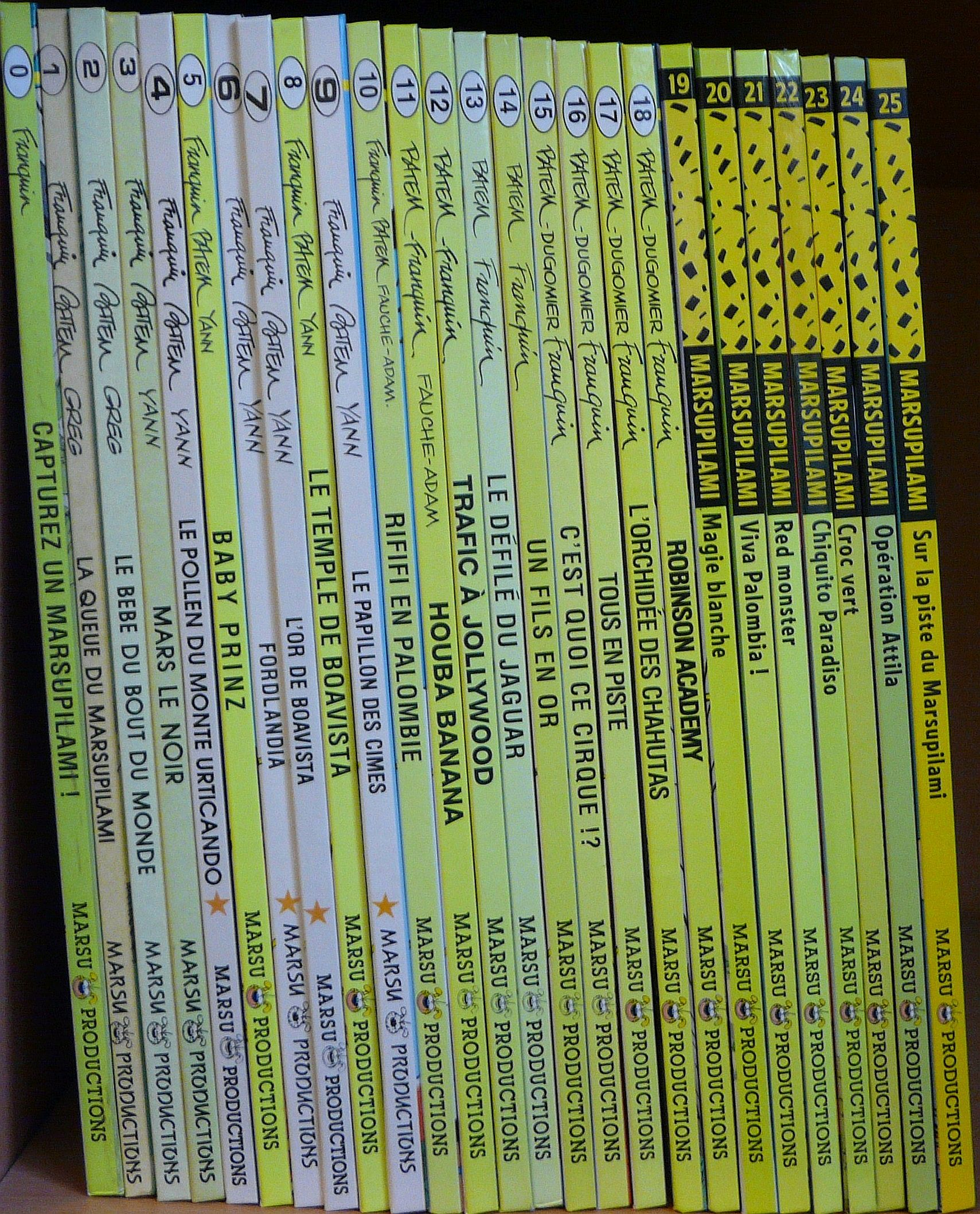
Colección de tomos de Marsupilami, la serie derivada de Spirou.

Marsupilami cuenta con una serie independiente desde 1987 de la que se han publicado treinta y dos álbumes hasta la fecha, editados por Marsu Productions y desde 2013 por Dupuis.
Franquin había abandonado Spirou y Fantasio en 1969 con los derechos de autor de Marsupilami bajo el brazo, pero no se animó a crear una serie del marsupial hasta 1986, cuando el empresario Jean-François Moyersoen le convenció para publicarla a través de una nueva editorial, Marsu Productions. En esta ocasión Franquin solo colaboraba en los guiones junto con Greg y Yann, mientras que el dibujo es obra del autor belga Batem. El primer álbum, La cola del marsupilami, se publicó en 1987 y llegó a convertirse en un superventas a nivel internacional. Franquin aparece acreditado como guionista de los nueve primeros álbumes hasta su muerte en 1997. Marsupilami también ha tenido dos adaptaciones a serie de dibujos animados: una de Walt Disney Animation (1993), que no está basada en la obra de Franquin, y otra de Marathon Media (2000-2012).

### El pequeño Spirou
El pequeño Spirou es una serie creada en 1990 por Tome y Janry a raíz del éxito de ventas de La infancia de Spirou. A diferencia del personaje original, aquí Spirou es un chico de ocho años con un carácter muy inquieto e irreverente, y la mayoría de las historias transcurren en la escuela con un universo de personajes independiente de la serie principal. Se trata de una obra humorística que basa los gags en las travesuras de los niños, con referencias al descubrimiento del mundo, la hipocresía social e incluso el despertar de la sexualidad. A partir de 1998, Tome y Janry dejaron de lado Spirou y Fantasio para centrarse en su propia serie. Se han publicado un total de dieciocho álbumes hasta su conclusión en 2019 por la muerte de Tome.

### Otras obras
- Zorglub — El villano de Spirou y Fantasio cuenta con una secuela desde 2017, con dibujo y guion de José Luis Munuera. El autor español ya había formado parte de la colección principal entre 2004 y 2008, y llevaba tiempo trabajando en una serie basada en el personaje de Franquin y Greg que estuviera dirigida a todos los públicos, tanto el lector clásico como un perfil adolescente. Dupuis le propuso incluirla en la colección Una aventura de..., pero conforme avanzaba el proyecto se optó por convertirla en una serie independiente. En esta obra Zorglub tiene que alternar el cuidado de su familia con la realización de sus malvados planes. Hasta la fecha se han publicado tres álbumes, el último de ellos en 2020.[74]
- Champignac — Secuela basada en el conde de Champignac, con dibujo de David Etien y guion de Caroline Roque —alias BéKa—. La historia se centra en periodos históricos reales, principalmente en los años de la Segunda Guerra Mundial, en los que el joven científico pondrá a prueba su ingenio para cambiar el transcurso del conflicto. La obra debutó con el volumen Enigma, reconocido con el premio del cómic Fnac Bélgica en 2019, y hasta la fecha se han publicado dos álbumes.[71]
- Supergroom — Secuela creada por Yoann y Vehlmann en 2019, en la que Spirou asume una identidad secreta como Supergroom (lit. «Superbotones»), el superhéroe de Bruselas. La serie tiene un trasfondo autoparódico y está basada en una historia breve de 2017. A partir de una introducción en la que Spip explica la caída de popularidad del personaje, Spirou quiere convertirse en superhéroe para reecontrarse con el público y relanzar las ventas de la revista. Para ello contará con la ayuda de los inventos creados por el conde de Champignac.[3]

## Álbumes no oficiales
La popularidad de Spirou y Fantasio ha provocado la aparición con el tiempo de álbumes no oficiales, es decir, no autorizados por Dupuis. El más conocido es el álbum Pirates (1999) de Sergueï y Mikäelof. Este trabajo fue publicado como tributo a la serie, y los propios autores aseguraron que pretendían ceñirse al espíritu de la serie sin caer en la parodia, algo que sucedía a menudo con Tintin. La publicación se hizo sin pedirle permiso a Dupuis, pero la editorial no puso ningún impedimento.
El noveno tomo de la serie Lapinot, titulado L'Accélérateur atomique (Lewis Trondheim, 2003), transcurre en un universo ambientado en Spirou y Fantasio. Aunque Lapinot es una obra de la editorial Dargaud, el autor llegó a un acuerdo con Dupuis para utilizar los personajes pero no podía usar su nombre original. Trondheim ha colaborado posteriormente en la colección Una aventura de...
La revista Spirou ha publicado parodias de Spirou y Fantasio dibujadas por otros autores, tales como Spouri y Fantaziz de Frédéric Neidhardt, ambientada en dos jóvenes de un banlieue, y la serie de gags Spoireau y Fantaspèrge de Sti.

## Traducciones

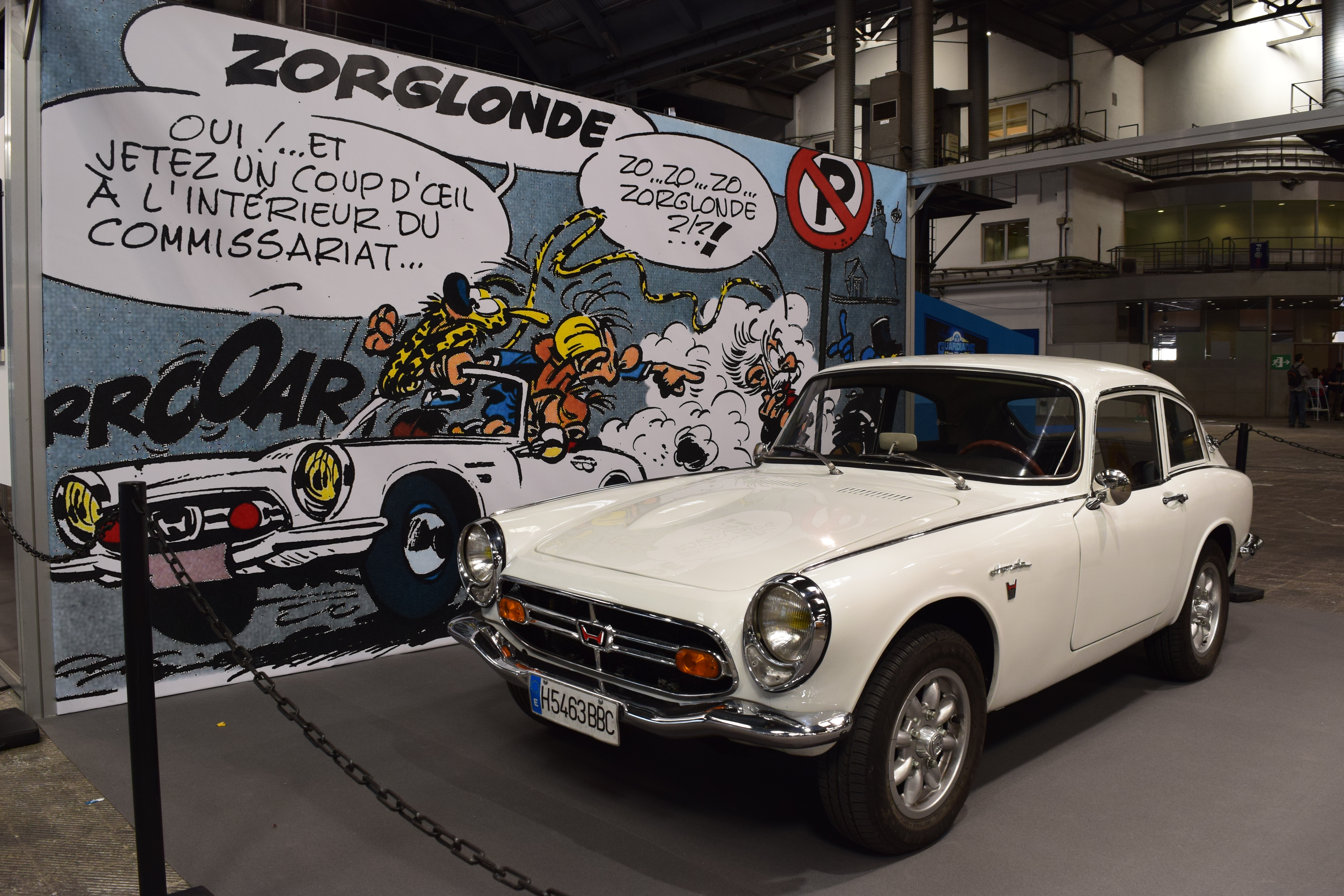
Un Honda S800 en la exposición Vinyetes sobre rodes del Salón Internacional del Cómic de Barcelona de 2016. Se trata de una viñeta de Un bebé en Champignac donde aparecen Marsupilami, Spirou, Fantasio y el conde de Champignac.

El primer número de Le Journal de Spirou salió a la venta en 1938, así que Spirou y Fantasio se publica originalmente en francés. Sin embargo, ese mismo año Dupuis editó también una versión de la revista en neerlandés para los lectores de Flandes, donde la serie es conocida bajo el título Robbedoes en Kwabbernoot. Desde entonces la obra ha sido traducida a múltiples idiomas. Algunas versiones adaptaron el nombre de los personajes, tal y como sucede en catalán (Espirú i Fantàstic), islandés (Svalur og Valur), finlandés (Piko ja Fantasio) y danés (Splint & Co.).

### Edición en español
La primera edición en español se tituló Las aventuras de Espiru y Fantasio y corrió a cargo de Jaimes Libros, editora de Barcelona que también se ocupaba de la versión en catalán. Esta colección, que se mantuvo desde 1964 hasta 1973, es generalmente muy poco conocida. El nombre del protagonista fue adaptado como «Espiru», igual que en la versión catalana traducida por Pere Calders, y tan solo se publicaron once volúmenes en formato cartoné que no seguían el orden cronológico. Además, El dictador y el champiñón fue censurado por el régimen franquista y tuvo que ser republicado como Espiru y los champiñones. La revista Strong de la editorial Argos publicó varias colecciones de forma seriada desde 1969 hasta 1971.
La obra tuvo una mayor difusión a partir de 1979 con el lanzamiento de la revista Spirou Ardilla, publicada por Editora Mundis en colaboración con Dupuis, que también salió a la venta en algunos países de América Latina hasta su cierre en 1981. En esta ocasión se utilizó el título original, Las aventuras de Spirou y Fantasio. Editora Mundis solo pudo sacar los cuatro primeros álbumes.
En 1982, Grijalbo compró los derechos de la serie y publicó todos los álbumes que habían salido hasta esa fecha, cuarenta y cinco en total, bajo el sello Ediciones Junior. La edición se hizo sin seguir la numeración cronológica y el último de ellos fue Luna fatal (1995), por lo que La máquina que piensa —última obra de Tome y Janry— quedó inédita en España hasta la edición integral. Tras la desaparición de Grijalbo, Planeta DeAgostini reeditó la colección en dos formatos: Clásicos de la BD, que mezclaba los álbumes antiguos con las historias cortas, y Especial BD, que abarcaba la etapa de Morvan y Munuera. El actual propietario de los derechos en España es la editorial Dibbuks, que está editando la versión integral de Dupuis, los nuevos álbumes de la serie oficial por separado, y varios títulos de la colección Una aventura de... Por otro lado Nuevo Nueve, fundada por el creador de Dibbuks tras su salida de esa editorial, ha publicado las series derivadas de la obra original.

## Adaptaciones a otros medios

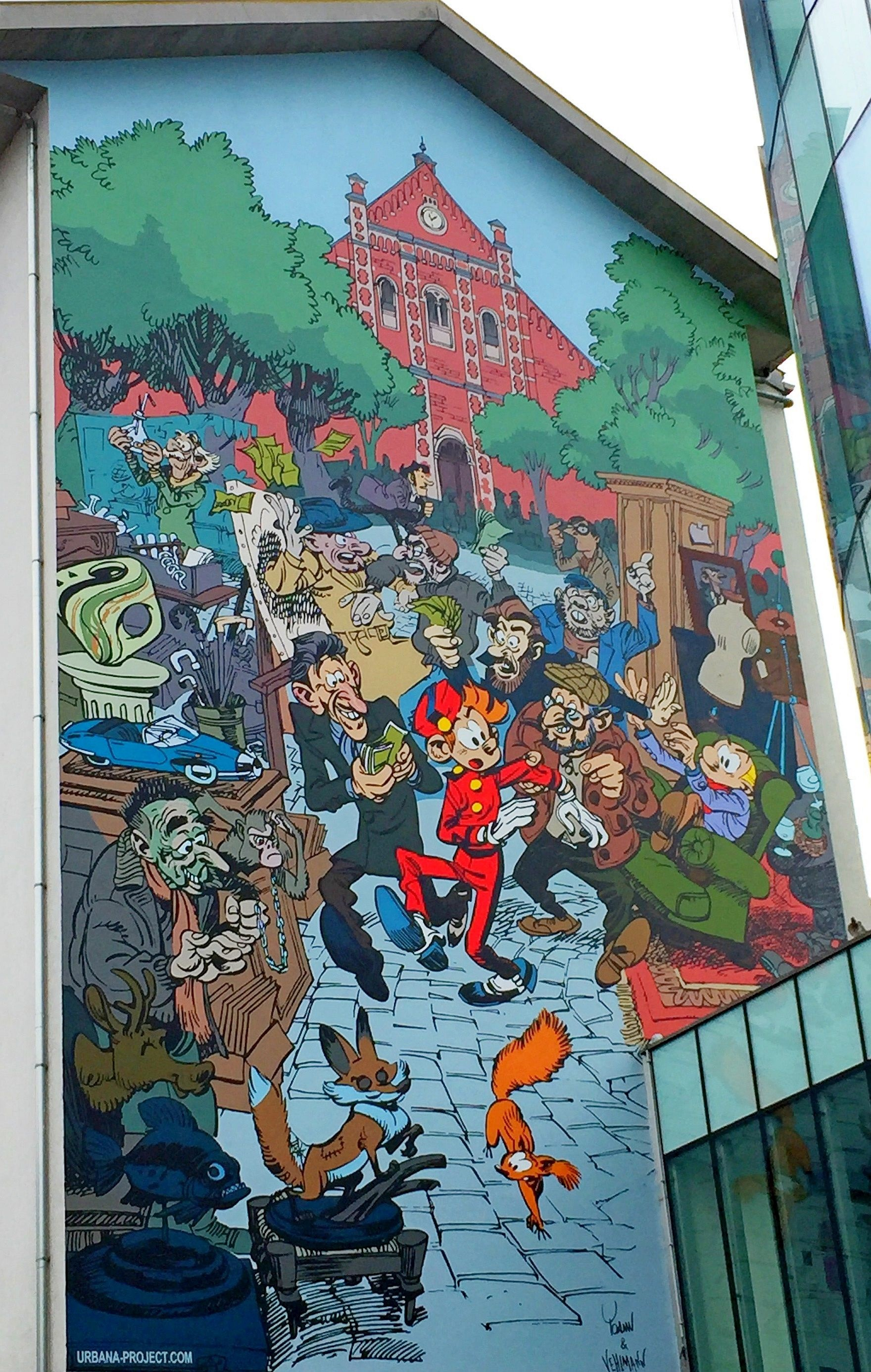
Mural de Spirou y Fantasio en la calle Notre-Dame-de-Grâce de Bruselas, con el estilo de la etapa Yoann y Vehlmann.

Desde la publicación de su primera historia en 1938, Spirou y Fantasio ha sido adaptada a distintos formatos. Cuando la publicación de Le Journal de Spirou se vio interrumpida en los años 1940 por el transcurso de la Segunda Guerra Mundial, el editor jefe Jean Doisy organizó un teatro itinerante de marionetas junto con el titiritero André Moons, en una gira que recorrió las principales ciudades de la Bélgica ocupada. La historia de esta iniciativa ha sido recogida en una obra derivada, Le petit théâtre de Spirou, dibujada y guionizada por Al Severin en 2018 y que no pertenece a la colección oficial.
En 1961, la radio pública de Bélgica (RTB) emitió una radionovela titulada La flûte de l'oubli (lit., «La flauta del olvido»), escrita por Yvan Delporte con base en una idea de Franquin. Posteriormente RTB adaptó las historias El dictador y el champiñón (1961) y Les Robinsons du rail (1963). Por otro lado, en Francia la casa discográfica Adès llegó a publicar cuatro audiocuentos basados en la serie.

### Cine
En 2018 se estrenó en Francia un largometraje de imagen real basado en la serie, Las aventuras de Spirou y Fantasio, bajo la dirección de Alexandre Coffre. El argumento muestra como el malvado Zorglub planea secuestrar al conde de Champignac, por lo que los protagonistas deberán frustrar sus planes con la ayuda de Spip y la reportera Seccotine. El elenco estaba formado por Thomas Solivérès como Spirou, Alex Lutz como Fantasio, Ramzy Bedia como Zorglub y Christian Clavier en el papel del conde. La película no tuvo buenas críticas y fue un fracaso de taquilla con una recaudación total de 1,8 millones de euros.

### Televisión
Se han producido dos series televisivas de dibujos animados sobre Spirou y Fantasio, ambas orientadas al público infantil.
La primera serie, titulada Spirou, fue una coproducción franco-canadiense a cargo del estudio CinéGroupe, Dupuis Audiovisuel y el canal de televisión TF1, que se emitió entre 1993 y 1995. Consta de 52 episodios de veinticuatro minutos que adaptan los álbumes publicados hasta la etapa de Tome y Janry, así como algunas historias nuevas para televisión, y fue distribuida en España por D'Ocon Films.
La segunda serie, Spirou & Fantasio, fue una coproducción franco-belga que se emitió entre 2006 y 2009 y en la que participaron Canal J, M6 y RTBF. Esta obra es diferente de la serie original porque no se basa en los álbumes, sino que emplaza a los personajes en un entorno contemporáneo para contar una nueva historia.

### Videojuegos
En 1995 salió a la venta el videojuego de plataformas Spirou, publicado por Infogrames y que estaba inspirado en la primera serie de televisión. El título contó con versiones para Mega Drive, Super Nintendo, Game Boy y computadoras de escritorio. Cinco años más tarde, Ubisoft publicó un plataformas para Game Boy Color, titulado Spirou: The Robot Invasion.

## Legado

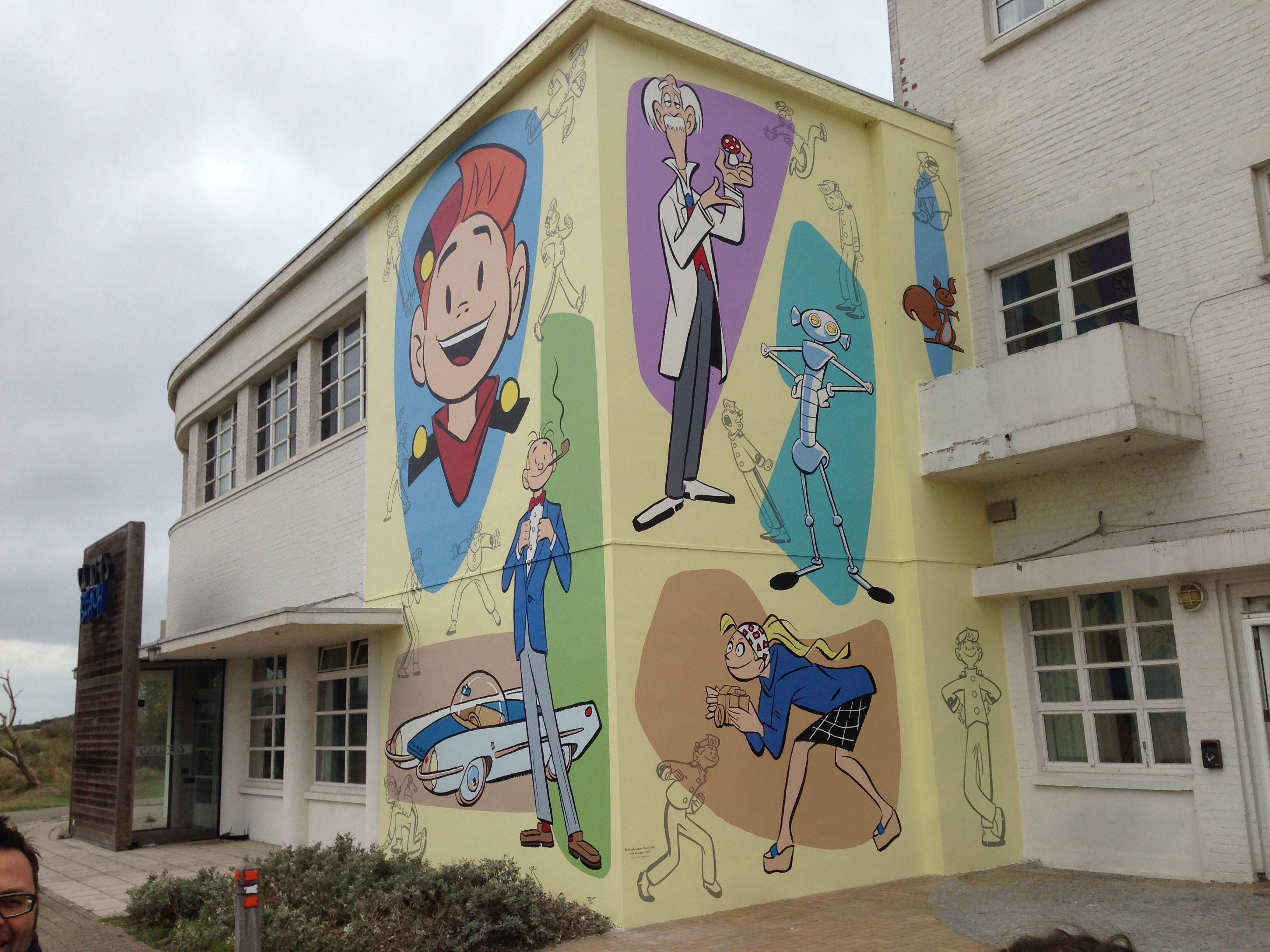
Mural de Spirou y Fantasio en Westende, obra del pintor neerlandés Hanco Kolk.

Spirou y Fantasio está considerada una de las grandes series clásicas de la historieta franco-belga. Aunque no ha gozado del mismo volumen de ventas que otras colecciones como Astérix el Galo, Lucky Luke y Las aventuras de Tintín, ha sido una de las más influyentes para varias generaciones de autores europeos.
Durante la etapa de Jijé y especialmente de André Franquin se estableció un estilo propio, calificado como «escuela de Marcinelle» por ser el distrito de Charleroi donde se encuentra la editorial, que apostaba por rasgos caricaturescos en el diseño de personajes, gestos dinámicos con líneas curvas, claroscuros y un uso frecuente de gags. Este método era distinto a la línea clara o «escuela de Bruselas», cuyo máximo estandarte era Hergé, y se ha convertido en el estándar de Spirou y Fantasio. El hecho de que los derechos de la obra pertenezcan a Dupuis ha permitido que distintos autores la hayan continuado con su toque personal, aunque bajo las directrices de la editorial. La introducción en 2006 de la colección Una aventura de... ha servido para que otros autores experimenten con estilos alejados de la corriente principal.
La revista Spirou ha publicado las aventuras de Spirou y Fantasio desde su creación en 1938. En los años 1950, las revistas de prepublicación jugaron un papel esencial para el dinamismo de la historieta francófona por la aparición de historias largas serializadas, con una especial competencia entre dos publicaciones belgas, Le Journal de Spirou (Dupuis) y Le Journal de Tintin (Le Lombard), que se intensificó a partir de 1959 con la aparición de la francesa Pilote (Dargaud). La mayoría de las revistas infantiles de historietas desaparecieron en la década de 1990 por la caída de las ventas, pero Spirou —que también ha acusado la crisis del sector— es la única de esas tres que ha logrado mantenerse en los quioscos.
Dentro de la historieta española, el dibujante Francisco Ibáñez comenzó a publicar en 1963 la serie El botones Sacarino, un personaje híbrido entre el diseño de Spirou y la personalidad de Gastón el Gafe, cuyas aventuras eran prácticamente idénticas a las de Gastón. Esto se debe a que los dibujantes solían copiar historias de otros países por el ritmo de publicación que Bruguera les exigía, algo que el propio autor ha reconocido en entrevistas posteriores. Sin embargo, la coincidencia pasó inadvertida en su momento porque la historieta francófona tenía una difusión muy limitada en España y era generalmente más cara que cualquier revista nacional. Ibáñez volvió a inspirarse en algunas escenas de Spirou y Fantasio —particularmente en QRN en Bretzelburg— para dibujar El sulfato atómico (1969), la primera historieta larga de Mortadelo y Filemón. Décadas después, en 2004, el autor murciano José Luis Munuera se convirtió en el primer dibujante no francófono que asumía el dibujo de Spirou y Fantasio.
En Charleroi, la ciudad belga donde tiene su sede la editorial Dupuis, Spirou da nombre al equipo de baloncesto, el Spirou Basket Club, que es uno de los más laureados de la liga de Bélgica.